# Ерогене зоне
Ерогене зоне су свака зона или део тела чија стимулација од других или самостимулација води сексуалном узбуђењу.